# Јанаси-Боско Перота (Беневенто)
Јанаси-Боско Перота је насеље у Италији у округу Беневенто, региону Кампанија.
Према процени из 2011. у насељу је живело 932 становника. Насеље се налази на надморској висини од 300 м.